# Élections sénatoriales libériennes de 2014
Les élections sénatoriales libériennes de 2014 se sont déroulées le 20 décembre 2014,. Les élections étaient normalement prévues le 14 octobre 2014, mais elles ont été reportées sine die en raison de l'épidémie d'Ebola.
Lors de ce scrutin, l'ex-footballeur George Weah est élu sénateur du comté de Montserrado avec 78 % des voix en devançant Robert Sirleaf, un des fils de la présidente Ellen Johnson Sirleaf,.